# Jean Sauvaget
Pour les articles homonymes, voir Sauvaget.
Jean Sauvaget, né à Niort le 27 janvier 1901 et mort à Cambo le 5 mars 1950 est un orientaliste et historien français, professeur au Collège de France.
Après des études à l'École des langues orientales et une licence d'arabe à la Sorbonne il devient membre (en 1924) puis Secrétaire général (en 1929) de l'Institut français du Proche-Orient à Damas. Il est élu à l'École des hautes études, directeur d'études d'Histoire de l'Orient islamique, en 1937. Il obtient le titre de docteur ès lettres en 1941, et donne alors des cours à l'École des langues orientales, à l'École du Louvre ainsi qu'à l'Université de Paris. En 1946, à l'initiative de Paul Pelliot, il est élu professeur au Collège de France, chaire d'Histoire du monde arabe. Sa leçon d'ouverture du 15 mars 1946 est publiée dans Revue africaine.
Une partie importante de ses recherches et publications sont consacrées aux villes d'Alep et de Damas, en Syrie.
L'Académie des inscriptions et belles-lettres lui décerne le prix Bordin en 1943 pour son ouvrage Alep : essai sur le développement d'une grande ville syrienne des origines au milieu du XIXe siècle.

### Sources
Louis Robert, « Jean Sauvaget (1901-1950) », Revue historique, 76e année, t. CCVII, janvier-mars 1952, p. 173-184.
Cette longue notice donnée par un savant de très grand renom détaille l'ampleur et la richesse des apports scientifiques de Jean Sauvaget, en le considérant principalement comme archéologue et historien.
Louis Robert renvoie aux notices nécrologiques publiées par Maurice Gaudefroy-Demombynes (1863-1957) dans Syria, 27, 1950, p. 383-385, ainsi que Régis Blachère (1900-1973) dans le Journal asiatique, 239, 1951, p. 1-4 et dans l'Annuaire de l'École des hautes études. Sciences historiques, 1950-1951, p. 13-16.